# ОШ „Вук Караџић” Забрђе
Основна школа „Вук Стефановић Караџић”  једна је од основних школа на подручију општине Угљевик. Налази се на адреси Забрђе бб у Забрђу. Име је добила по Вуку Стефановићу Караџићу српском лингвиста, филолог, антрополог, књижевник, преводилац и академик.

## Историјат
Основна школа „Вук Караџић“ у Забрђу је једна од најстаријих школа у регији. Школа је отворена 1875. године, али због ослободилачких ратова није радила до 1878. године. Исте године (1880), када је формирана општина Забрђе, први предсједник Лазар Поповић, из Корените, иницирао је и отварање школе. Школу је тада похађао мали број ученика, око 50, углавном дјечака, који се поистовјећује са општом непросвијећености родитеља који су настојали да дјецу задрже код куће ради обављања пољопривредних послова. Према расположивим подацима, школе у садањшим подручним одјељењима су отворене:
- 1890. године отворена школа у Коренити,
- 1912. године изграђена школа у Тутњевцу на простору око данашње цркве
- 1950. године изграђена школа у Малешевцима уз помоћ мјештана села
- 1954. године изграђена школа у Горњем Забрђу, али су се ученици и раније школовали у кући Стеве Мирковића.

Грађевински одбор за изградњу нове школе у Забрђу на чијем челу су били Љубо Петровић – Сарић и учитељ Георги Јовец формиран је 1957. Нова школска зграда саграђена је 1960. године. Двије године касније, школа је постала петогодишња. Крајем 1962. добила је назив ОШ "Божо Аврамовић", по првом борцу НОВЈ из села. Наредне године проглашена је централном школом, а припојене су јој подручне у селима Горње Забрђе,  Коренита , Малешевци и Тутњевац. Централна школа прерасла је 1966. у осмогодишњу, а 1971, у оквиру програма "1000 школа у БиХ", добила је нову школску зграду. Године 1978. асфалтирано је игралиште испред школе, а 1981. изграђена је спортска сала. Године 1975. школа се збратимила са ОШ "Јован Поповић" из Сусека (Беочин, Србија). Од априла 1993. школа носи назив ОШ "Вук Караџић". Школске 2019/20. године, у централној школи у Забрђу и подручним одјељењима у Горњем Забрђу, Коренити, Малешевцима и Тутњевцу, наставу је похађао 191 ученик, у 17 одјељења. Школа је располагала са двије електронске учионице.
Поводм тридесет једне године обиљежавања Дана Републике Српске, предсједник Милорад Додик додијелио је, 9. јануара 2023. године Орден Његоша III реда Основној школи „Вук Караџић“ из Забрђа, као знак признања за дугогодишња дјела и рад ове установе.